# Ярашъю
 Ярашъю — посёлок в Усть-Куломском районе Республики Коми в составе сельского поселения Пожег.

## География
Расположен на левобережье реки Вычегда на расстоянии примерно 54 км по прямой от районного центра села Усть-Кулом на северо-восток.

## История
Известен с 1956 как посёлок лесозаготовителей. Население составляло 612 чел. (1959), 674 (1970), 563 (1989), 559 (559).

## Население
Постоянное население составляло 457 человек (коми 92 %) в 2002 году, 381 в 2010.